# Liste der Landschaftsschutzgebiete im Landkreis Calw
Im Landkreis Calw gibt es 19 Landschaftsschutzgebiete. Nach der Schutzgebietsstatistik der Landesanstalt für Umwelt, Messungen und Naturschutz Baden-Württemberg (LUBW) stehen 25.109,27 Hektar der Landkreisfläche unter Landschaftsschutz, das sind 31,49 Prozent.
| Name                                         | Bild | Kennung               | Einzelheiten | Position | Fläche Hektar | Datum         |
| -------------------------------------------- | ---- | --------------------- | --- | -------- | ------------- | ------------- |
| Schweinbachtal                               |      | 2.35.005 WDPA: 324496 | Oberreichenbach, Calw Schönes Schwarzwaldtal. | ⊙        | 296,7         | 4. Sep. 1953  |
| Staatswald südlich Bernbach                  |      | 2.35.009 WDPA: 324755 | Bad Herrenalb Landschaftlich schönes Waldgebiet; umschließt gleichzeitig die Naturdenkmale Falkenstein und Mautzenstein. | ⊙        | 647,2         | 4. Sep. 1953  |
| Bottenberg                                   | BW   | 2.35.010 WDPA: 320045 | Bad Herrenalb Landschaftlich schönes Waldgebiet und Talausschnitt im Südwesten der Stadt Bad Herrenalb. | ⊙        | 60,6          | 4. Sep. 1953  |
| Großes und Kleines Enztal mit Seitentälern   |      | 2.35.027 WDPA: 321205 | Enzklösterle, Neuweiler, Oberreichenbach, Simmersfeld Für den nördlichen Schwarzwald typische enge Tallandschaft der Enz; naturnahe Kulturlandschaft. Die großflächigen Waldgebiete und Wiesentäler sind bedeutsame ökologische Ausgleichsräume und Erholungsgebiet mit überregionaler Bedeutung. | ⊙        | 13.612,9      | 24. Mai 1978  |
| Haldenberg                                   | BW   | 2.35.034 WDPA: 321330 | Altensteig Muschelkalkberg mit Schafweide. | ⊙        | 13,8          | 8. Apr. 1964  |
| Nagoldtal                                    |      | 2.35.037 WDPA: 323116 | Altensteig, Althengstett, Bad Liebenzell, Ebhausen 8 Teilgebiete, für den nördlichen Schwarzwald typische Tallandschaft als naturnahe Kulturlandschaft | ⊙        | 4.358,4       | 24. Nov. 1971 |
| Rötenbach                                    | BW   | 2.35.042 WDPA: 323971 | Nagold Für den Übergang zwischen Heckengäu und Nagoldtal typische Muschelkalklandschaft; naturnahe Kulturlandschaft. | ⊙        | 35,2          | 5. Feb. 1984  |
| Hecken- und Schlehengäu, Gemarkung Gechingen |      | 2.35.043 WDPA: 321462 | Gechingen Die Hauptmuschelkalklandschaft des Hecken- und Schlehengäus soll in ihrer reichen Gliederung erhalten werden. Beeinträchtigungen des Landschaftsbildes und des Erholungswertes durch bauliche Anlagen aller Art und Einzäunungen sollen unterbleiben. | ⊙        | 720,0         | 6. Feb. 1985  |
| Monbach, Maisgraben und St. Leonhardquelle   |      | 2.35.044 WDPA: 323022 | Bad Liebenzell 2 Teilgebiete, Als Dauergrünland genutzte, feuchte bis nasse Wuchsorte am Maisgraben und dessen Nebentäler; Fluren und Waldstücke als unberührte Landschaft; parkartige offene Flächen; gute Erholungseignung. Ergänzungsgebiet für das gleichnamige Naturschutzgebiet. | ⊙        | 149,3         | 14. Dez. 1988 |
| Gültlinger und Holzbronner Heiden            |      | 2.35.045 WDPA: 321264 | Wildberg, Calw Ökologisch bedeutsamer, durch Streuobstbestände und andere Gehölze reich gegliederter Landschaftsraum als Ergänzung und Vernetzung der Teilgebiete des gleichnamigen NSG. | ⊙        | 992,7         | 22. Jan. 1991 |
| Köllbachtal mit Seitentälern                 |      | 2.35.046 WDPA: 322259 | Altensteig, Neuweiler, Simmersfeld Das gleichnamige NSG begleitende Hangwälder und unbewaldete Hänge und Täler als landschaftlich prägende und schützende Pufferbereiche für das NSG. | ⊙        | 357,1         | 20. Dez. 1991 |
| Egenhäuser Kapf mit Bömbachtal               |      | 2.35.047 WDPA: 320501 | Altensteig, Egenhausen Talaue und bewaldete Hänge, schluchtartige Seitentäler; Streuobstwiesen, Magerrasen und Hecken als Ergänzung und Puffer für das gleichnamige NSG. | ⊙        | 294,6         | 20. Dez. 1991 |
| Gebersack                                    |      | 2.35.048 WDPA: 320963 | Wildberg Reich gegliederter Landschaftsraum als Ergänzung und Puffer für das gleichnamige NSG. | ⊙        | 9,9           | 27. Nov. 1992 |
| Waldach- und Haiterbachtal                   |      | 2.35.049 WDPA: 325528 | Haiterbach, Nagold Puffer- und Ergänzungsbereich für das gleichnamige NSG; die Offenhaltung der Täler und die naturnahe Bewirtschaftung der Wälder ist erforderlich. | ⊙        | 307,0         | 31. Dez. 1992 |
| Steinachtal                                  |      | 2.35.050 WDPA: 378697 | Nagold Wiesental mit weitgehend naturnahem, mäandrierendem Bachverlauf mit Gehölzstreifen; landschaftstypische Vegetationselemente wie Halbtrockenrasen, Magerwiesen, Steinriegel und Feldhecken; Trockental und Streuobst, Wacholderheiden und landschaftsprägende Waldflächen an den Hanglagen. | ⊙        | 119,8         | 21. Juli 1993 |
| Hörnle und Geißberg                          |      | 2.35.051 WDPA: 321767 | Bad Liebenzell, Simmozheim Ergänzung und Puffer für das gleichnamige NSG und Verbindungselement zum NSG „Simmozheimer Wald“. | ⊙        | 83,2          | 30. Dez. 1993 |
| Albtalplatten und Herrenalber Berge          |      | 2.35.052 WDPA: 319473 | Dobel, Bad Herrenalb Vielfältige Landschaft mit Streuobst, Wirtschaftswiesen, Solitärgehölzen, Hecken und unterschiedlich strukturierten Wäldern, nutzungsbedingte Vielfalt der Waldgesellschaften, Alt- und Totholzanteil soll gefördert werden; offene Landschaftsbereiche, vornehmlich Rodungsinseln; Puffer- und Vernetzungsfunktion für die Teilbereiche des NSG „Albtal und Seitentäler“; wichtiges Erholungsgebiet für den Großraum Karlsruhe. | ⊙        | 1.212,3       | 1. Juni 1994  |
| Teinachtal mit Seitentälern                  |      | 2.35.053 WDPA: 325130 | Neubulach, Neuweiler, Bad Teinach-Zavelstein Reich strukturiertes und streckenweise naturnahes Teinachtal und Seitentäler mit angrenzenden Talhängen und Teilen der Hochflächen, natürliche, zum Teil mäandrierende Bachläufe mit Feuchtwiesen, Hochstaudenfluren und Gehölzstreifen, naturnahe Hangwälder mit Lebensräumen geschützter Arten; angestrebt wird die Schaffung eines durchgehenden offenen Talzuges mit extensiver Grünlandbewirtschaftung, und die Umwandlung der nicht standortgemäßen Aufforstungen in der Talaue in naturraumtypische Auwälder; Erholungsgebiet. | ⊙        | 1.260,6       | 28. Apr. 2000 |
| Würm-Heckengäu                               |      | 2.35.054 WDPA: 325957 | Althengstett, Gechingen, Calw 3 Teilgebiete, Ergänzungsflächen zum gleichnamigen Naturschutzgebiet mit 18 Teilgebieten | ⊙        | 582,0         | 28. Nov. 2003 |
| Legende für Landschaftsschutzgebiet          |      |                       | |          |               |               |